# Île Martana
Pour les articles homonymes, voir Martana.
L'île Martana (en italien : isola Martana) est une île d'Italie du lac de Bolsena, appartenant administrativement à Marta.

## Géographie
Elle s'étend sur environ 500 m de longueur pour une largeur approximative de 480 m. 